# Dietfried Bernet
Dietfried Bernet (* 14. Mai 1940 in Wien; † 23. Mai 2011 in Hohenems, Vorarlberg) war ein österreichischer Dirigent und Buchautor.

## Leben
Dietfried Bernet studierte in Wien bei Hans Swarowsky und Dimitri Mitropoulos, dirigierte mit 18 Jahren erste Konzerte im Wiener Musikverein und gewann mit 22 Jahren den 1. Preis beim Internationalen Dirigenten-Wettbewerb in Liverpool.
Als 23-Jähriger dirigierte er Verdis La traviata beim Spoleto Festival (Regie: Luchino Visconti), war mit 24 Jahren Dirigent an der Wiener Volksoper, mit 26 Jahren Dirigent an der Wiener Staatsoper, und mit 34 Jahren Generalmusikdirektor der Stadt Mainz. Von 1995 bis 2000 war er Gast-Chefdirigent am Königlichen Opernhaus Kopenhagen.
Er gastierte regelmäßig bei den großen Orchestern Europas und in Übersee, London Philharmonic Orchestra, Royal Philharmonic Orchestra, Wiener Symphoniker, Berliner Philharmoniker, Orchestre National de France, Chicago Symphony Orchestra, Sinfonieorchester des Bayerischen Rundfunks, Orchester der Santa Cecilia in Rom, Japan Philharmonic und Tschaikovsky Symphonie Orchester Moskau.
Er dirigierte am Teatro Colón in Buenos Aires, am Teatro La Fenice in Venedig, an La Monnaie in Brüssel sowie Zürich, Hamburg, USA, Kanada, Brasilien, Chile, dirigierte an den großen Opernhäusern wie Royal Opera House London, English National Opera, Houston Grand Opera, Wiener Staatsoper, Deutsche Oper Berlin, Berliner Staatsoper, Bayerische Staatsoper, Hamburgische Staatsoper, Köln, Stuttgart, Monte Carlo, Catania, Barcelona, Kopenhagen, Stockholm, Oslo, Teatro San Carlo Neapel u. v. a.
In den Jahren 2005 bis 2008 war er Ehrendirigent und Musikdirektor des Tiroler Symphonieorchesters, dirigierte bei den Salzburger Festspielen, beim Spoleto Festival, beim Glyndebourne Festival 1996, 1999, 2005, bei den Bregenzer Festspielen 2002 (CD-Einspielung Julietta von Bohuslav Martinů) und 2005. Nebenbei entstanden zahlreiche Radio-, Fernseh- und CD-Aufnahmen.
Dietfried Bernet ist als Komponist mit einem Werk bei der Universal-Edition verlegt, für den Bärenreiter Verlag hat er gemeinsam mit Aleš Březina die tschechische Oper Julietta von Bohuslav Martinů ins Deutsche übersetzt und ist Autor des Buches Argumente für den Herrn im Frack: Was Sie schon immer über das Dirigieren wissen wollten.
Bernet war seit 1970 Mitglied der Loge Gleichheit und 1974 Gründungsmitglied der Loge Zur Wahrheit.

## Auszeichnungen
- Berufstitel Professor (vom österreichischen Bundespräsidenten verliehen)
- Österreichisches Ehrenkreuz für Wissenschaft und Kunst I. Klasse (2001)
- Mehrfache Auszeichnungen mit dem „Premio de Criticos“ durch den „Circolo de Criticos“

## Schriften
- Argumente für den Herrn im Frack. Was Sie schon immer über das Dirigieren wissen wollten Limbus Verlag, Hohenems 2008, ISBN 3-902534-14-1.